# Лорета Анільоніте
Лорета Анільоніте (лит. Loreta Anilionytė; нар. 8 вересня 1963, Каунас) — литовська письменниця, філософ, перекладачка. Доктор філософських наук.

## Біографія
Народилася у Каунасі.
Навчалася у Каунаській середній школі № 4, згодом — у Вільнюській гімназії.
Закінчила факультет філології Вільнюського університету і докторантуру з філософії Вільнюського університету.
У 1991 захистила докторську дисертацію «Проблема цінностей у формальній і матеріальної етиці» (аналіз етичної концепції Іммануїла Канта і Макса Шелера).
Під час навчання в університеті почала працювати в Інституті литовської літератури і фольклору.
Після закінчення університету працювала науковцем в Інституті філософії, соціології і права (тепер Інститут культури Литви), у відділі етики, пізніше у відділі історії філософії Литви.
Нині працює доцентом кафедри етики у Литовському університеті едукології, викладає етику і філософію. Завідувач кафедри етики, член наукової ради університету.
Лорета Анільоніте одружена з литовським філософом і політиком Альбінасом Лозурайтісом. У подружжя є одна донька — Єва Лозурайтіте (нар. 1996).

### Діяльність
Опублікувала багато статтей з етики, питань історії філософії, переклала більше 20 книг з філософії, історії мистецтва, психології, адаптувала підручники з етики для середніх шкіл і гімназії. Писала есеїстичні статті для журналу «Ліліт» і порталу Delfi в 2006–2008.

## Роман «А що потім?» (лит.«O kas po to?»
У скандальному філософсько-есеїстичному романі «А що потім?» (2006) задіяні два головних героя: відомий філософ і видатний естрадний співак (прототипом роману визнав себе відомий литовський співак Едмундас Кучінскас. Сама авторка Лорета Анільоніте не заперечує, що і філософська лінія є автобіографічною, стверджуючи, що кожен роман по-своєму автобіографічний. В романі показане зіткнення високої, елітарної і поп-культури.
Авторка в романі говорить про те, що інстинкт самозбереження малих держав змушує талановитих людей дотримуватися професійних стандартів і норм обивательського життя. Таланти всіх творчих і наукових галузей, у тому числі і поп-зірки, брешуть собі і суспільству про своє справжнє життя, аби правдою не шокувати суспільство. Таку атмосферу лицемірства і страху авторка вважає основним гальмом таланту. Роман «А що потім?» нагороджений премією журналу «Правда» «Дебют року 2006», і премією журналу «Cosmopolitan» «Роман року 2006».
Роман характеризується сумішшю еротики, філософських роздумів про людську природу, соціальної критики і прохолодним описом морального провалу суспільства. Лорета Анільоніте виділяється серед литовських письменників своїм іронічним, провокаційним стилем.
Едмундас Кучінскас прогнав зі свого концерту в Паланзі авторку роману з її малолітньою донькою на очах тисяч глядачів і грубо, образливо відгукнувся про еротичні сцени роману в пресі. Про це — в посиланнях цієї статті.

## Монографії
- Naujųjų amžių etikos profiliai. — Vilnius: VPU leidykla, 2011, 228p. ISBN 978-9955-20-639-2
- Egoistinė žmogaus prigimtis naujųjų amžių etikoje, Vilnius, 2010. — 68 p.
- Etika ir asmenybė Maxo Schelerio vertybiniame absoliutizme, Vilnius, 2010. — 84 p.

## Головні наукові статті
- Blogio profiliai etikoje, «Logos», Nr.25;
- A. Schopenhauerio etika: pesimizmas ar gyvenimiškas realizmas?, Logos. Nr. 27;
- Vertybinio absoliutizmo dilemos ir deontologinė etika, Logos, Nr.28;
- Žmogus — kenčianti būtybė (Keletas kentėjimo problemos recepcijų Vakarų filosofijoje) //Logos. — 2000. — Nr.23
- Antikinis kinizmas — gyvenimo būdas ar filosofija?// Logos, 2001, Nr. 24;
- Vertybių problema I. Kanto etikoje// Problemos. — V. — 1992.- Nr.44.
- //Fanatizmas Neprievarta ir tolerancija kintančioje Rytų ir Vakarų Europoje. Pranešimai ir tezės- V.- 1995.
- Hegelio etika: dorovė prieš moralę, «Logos», Nr.38-41;
- Laisvės samprata I. Kanto etikoje // MA darbai. Filosofija. — V. — 1999.
- E. Husserlio fenomenologijos modifikacijos M. Schelerio aksiologijoje// Logos, Nr.26;
- //Minervos pelėdos skrydis Įžanginis str. G.Hegelio «Teisės filosofijos apmatams»// G. F.Hegel. Teisės filosofijos apmatai. — V.; Mintis. — 2000;
- Ressentimento samprata M. Schelerio filosofijoje// Logos, Nr. 43//Logos, 2008, Nr.51;
- //Kanto etikos monologinis formalizmasLogos, Nr.46, 2006.
- V. Sezemano gnoseologijos linkmės//Vosylius Sezemanas. Loginiai ir gnoseologiniai tyrinėjimai. V.: Lietuvos kultūros tyrimų institutas, 2011.

## Головні переклади
- E. Aster. Filosofijos istorija. V., 1995;
- A. Anzenbacher. Etikos įvadas. V.: Aidai, 1995, 2000;
- J. Höffner. Krikščioniškasis socialinis mokymas. V.: Aidai, 1996;
- Hegel GWF Teisės filosofijos apmatai. V.: MIntis, 2000;
- H. Belting ir kt. Meno istorijos įvadas. V.:Alma littera, 2002;
- Riemann F. Pagrindinės baimės formos. Giluminės psichologijos studija. V: Alma littera, 2010 року; ISBN 9789955387398
- K. Tepperwein. Menas mokytis nepavargstant. — Vilnius: Alma littera, 1998;
- Prof. Dr. Peter Axt, Dr. Michaela Axt — Gadermann. Apie tingumo laimę. — Vilnius: Alma littera. — 2003. — 192 p.;
- Veikli krikščionybė versle ir ekonomikoje. Vilnius: Aidai, 1996. (iš anglų ir vokiečių k. Vertė Loreta Anilionytė ir Rasa Drazdauskienė);
- Platonizmas, Plotinas ir dabartis // Sezemanas V. Raštai. — V.- Mintis, 1997;
- Teorinė Marburgo mokyklos filosofija // Sezemanas V. Raštai. — V. — Mintis, 1997;
- Etika. Vadovėlis 7/8 klasei. V.: Alma littera, 1997;
- Etika. Vadovėlis 9/10 klasei. V: Alma littera, 1997;
- Etika. Mokytojo knyga 9/10 klasei. Vilnius: Alma littera, 1997;
- Etika. Vadovėliai 1/2 ir 3/4 klasėms. Pratybų sąsiuviniai 1/4 klasėms. Mokytojo knyga 1-4 klasėms. — V.:Alma littera, 2001;
- Vosylius Sezemanas. Loginiai ir gnoseologiniai tyrinėjimai. V.: Lietuvos kultūros tyrimų institutas, 2011. — 216 p. ISBN 978-9955-868-33-0

## Нагороди
- Лавреатка премії Пранаса Довідайтіса за філософську творчість
- Лавреатка премії «Дебют року 2006» журналу «Правда Литва» за роман «А що потім?» (лит. «O kas po to?»)
- Лавреатка премії «Роман року 2006» журналу «Cosmopolitan» за роман «А що потім?»